# 韦略
韦略（挪威語：Værøy）是挪威諾爾蘭郡的一個市镇。1838年1月成立。
1928年7月韦略南区被独立划出为新的市镇勒斯特。纹章是蓝底加海鸚，海鸚在该区域大量生存，当地居民以其为食及茹毛的来源。该岛的名字为（天气）及（岛）的合成词，因为岛上气候严峻。